# 安竹俊喜
安竹 俊喜（やすたけ としき、2001年4月17日 - ）は、静岡県焼津市出身のプロ野球選手（捕手・育成選手）。右投右打。広島東洋カープ所属。

## 経歴

### プロ入り前
小学3年から地元焼津市の大富少年野球クラブで捕手として野球を始める。焼津市立大富中学校では軟式野球部に所属した。
高校は「甲子園に行きたい」という理由で、甲子園常連校かつ県内屈指の進学校でもある静岡県立静岡高等学校に、猛勉強の末に一般入試で入学。硬式野球部に所属した。2年春にチームが出場を果たした甲子園選抜大会ではベンチ外、3年夏の甲子園全国大会ではブルペン捕手としてチームを支えた。高校3年間で公式戦出場は1試合のみであった。
大学は出場機会を求め、国立静岡大学を受験。1回目は不合格となるも進路を変えず浪人を選択、合格を優先するため1年間野球を封印し予備校に通い猛勉強、1年後の再受験で合格し念願の同大学硬式野球部に所属した。同部では2年春から正捕手に就き、その年の静岡学生野球春季リーグ戦を優勝。勢いのままに続く東海地区大学野球連盟春季選手権大会も制覇、チームとして8年ぶりに全日本大学野球選手権大会に進出した。大会成績は1回戦敗退。この頃からプロ入りを意識し始め、プロ野球の動画でプレーを研究し、ウエイトトレーニングを重ね入学時に比べ体重が20kg増量。打力が向上した。
4年時にプロ志望届を提出、10月24日の2024年ドラフト会議にて広島東洋カープより育成3位の指名を受けた。担当スカウトは松本有史。11月25日に支度金319万円、年俸300万円（金額は推定）で仮契約を結んだ。背番号は122。

## 選手としての特徴
捕手として二塁送球タイム1秒8台の強肩を誇る。松本有史スカウトは指名挨拶時に「肩の強さが一番のセールスポイント、盗塁阻止率の高い捕手になってほしい。」と期待を寄せた。
目標とするプロ野球選手は古田敦也、プロ生活の目標としては「打力の底上げ」「いずれは正捕手に」を掲げている。また投球を受けてみたい選手に、明治神宮野球大会を現地観戦し投球に衝撃を受けたという、広島でチームメイトとなる常廣羽也斗を挙げている。
静岡大学野球部では1学年上である（1年浪人しているため同年生まれの先輩）佐藤啓介の練習姿勢に感銘を受け、自身のトレーニングの刺激になったという。1年遅れでプロでもチームメイトとなり、同じ育成スタートの道を歩むこととなったが、「佐藤さんの支配下が早すぎて超えるのは難しいが、プロでも（佐藤の）取り組む姿勢を見て、早く支配下に上がれるよう頑張りたい」と語っている。

## 人物
浪人時代は1日約12時間を勉強に費やし、大学入学後は2年生まで回転寿司店で週4回のアルバイトを勤めながら野球に励んだ苦労人。なお、アルバイトの給料はスポーツジムにつぎ込みフィジカル強化に充てた。
前述の受験勉強などの賜物で、暗記は得意だと語っている。

## 詳細情報

### 背番号
- 122（2025年[8] - ）